# 749 هـ
749 هـ هي سنة في التقويم الهجري امتدت مقابلةً في التقويم الميلادي بين سنتي 1348 و1349.

## مواليد
- المغربي التبريزي
- عبد العزيز الأول المريني
- محمد بن أبي بكر بن جماعة

## وفيات
- محمود بن عبد الرحمن الأصفهاني
- ابن أم قاسم المرادي
- ابن الأكفاني
- نجم الدين الدهلي
- ابن الجياب الغرناطي
- ابن الوردي
- ابن جابر الوادي آشي
- شهاب الدين أحمد بن فضل الله العمري